# Premios Clarín
Los Premios Clarín son concedidos por el grupo multimedios Clarín de la Argentina en cuatro grandes áreas: espectáculos, deportes, creatividad y novela. Se trata en realidad de premios que se nominan, asignan y entregan por separado.

## Ceremonia anual
Estos premios están divididos en cuatro áreas, pero solo los premios de espectáculos son televisados por El Trece. Las primeras galas fueron desde el Teatro Colón y las últimas desde el Luna Park pero en 2010 se cancelaron. Los conductores de gala eran en principio María Laura Santillán y Roberto Pettinato. En las últimas ediciones la pareja anfitriona fue María Laura Santillán y Andy Kusnetzoff.

## Los distintos premios Clarín
- Espectáculos: cine, TV, radio, teatro y música (clásica, folklore, jazz, melódica, rock y tango).[1]
- Deportes: todas las disciplinas deportivas.[2]
- Creatividad: publicidad.[3]
- Novela: un solo premio.

## Categorías
Las categorías de los Premios Clarín Espectáculos son las siguientes:
| Televisión | Cine | Teatro |
| --- | --- | --- |
| - Ficción - Actor / Actriz - Revelación - Conductor/a - Noticiero - Periodístico - Humorístico - Entretenimiento - Deportivo - Dirección | - Película - Opera prima - Documental - Director - Guion - Fotografía - Música - Actor / Actriz - Revelación | - Espectáculo del Circuito Privado - Espectáculo del Circuito Off - Espectáculo del Circuito Oficial - Comedia Musical - Labor Unipersonal - Director - Actor / Actriz - Revelación |
| Música | Radio | Danza |
| - Rock - Folclore - Tango - Clásica - Melódica popular - Jazz                                                                            | - Hombre de radio - Mujer de radio - Periodístico - Deportivo                                                | - Figura - Revelación - Obra |

## Jurados
Los premios son concedidos por jurados de notables. En 2007 los jurados tuvieron la siguiente integración:
- Espectáculos: los premios en cada área (danza, teatro, cine, televisión, radio, música melodía popular, tango, música clásica, jazz, rock, folklore) son elegidos entre una terna por un jurado integrado por tres grupos: el grupo mayoritario es un "jurado de honor" integrado por varios artistas; a ellos se suman periodistas invitados y periodistas de Clarín.
- Deportes: Horacio Accavallo, Norberto Alonso, Amadeo Carrizo, Daniel Castellani, Roberto De Vicenzo, Marcelo Garraffo, Froilán González, Luis Nicolao, Roberto Perfumo, Hugo Porta, Carlos Rafaelli, Antonio Rattín, Noemí Simonetto y Guillermo Vilas.
- Creatividad: jurado integrado por creativos y directivos de marketing de empresas.
- Novela: José Saramago, Rosa Montero y Alberto Manguel.

## Premiados
| Premios Clarín Novela \| Año \| Novela \| Escritor \| \| ---- \| ---------------------------------- \| ------------------------- \| \| 2019 \| Negro el dolor del mundo[4] \| Marcelo Caruso \| \| 2018 \| Tú eres para mí \| José Niemetz \| \| 2017 \| Cadáver exquisito \| Agustina María Bazterrica \| \| 2016 \| El canario \| Carlos Bernatek \| \| 2015 \| ¿Qué se sabe de Patricia Lukastic? \| Manuel Soriano \| \| 2014 \| Rebelión de los inútiles \| Daniel Ferreira \| \| 2013 \| Bestias afuera \| Fabián Martínez Siccardi \| \| 2012 \| Sobrevivientes \| Fernando Monacelli \| \| 2011 \| Lloverá sobre nosotros \| Luis Lozano \| \| 2010 \| La otra playa \| Gustavo Nielsen \| \| 2009 \| Más liviano que el aire \| Federico Jeanmaire \| \| 2008 \| Perder \| Raquel Robles \| \| 2007 \| El lugar perdido \| Norma Huidobro \| \| 2006 \| Arte menor \| Betina González \| \| 2005 \| Las viudas de los jueves \| Claudia Piñeiro \| \| 2004 \| El lugar del padre \| Ángela Pradelli \| \| 2003 \| Perdida en el momento \| Patricia Suárez \| \| 2002 \| Las ingratas \| María Henestrosa \| \| 2001 \| Memorias del río inmóvil \| Cristina Feijóo \| \| 2000 \| Se esconde tras los ojos \| Pablo Toledo \| \| 1999 \| Inglaterra, una fábula \| Leopoldo Brizuela \| \| 1998 \| Una noche con Sabrina Love \| Pedro Mairal \| |                                    |                           |
| Año | Novela                             | Escritor                  |
| 2019 | Negro el dolor del mundo           | Marcelo Caruso            |
| 2018 | Tú eres para mí                    | José Niemetz              |
| 2017 | Cadáver exquisito                  | Agustina María Bazterrica |
| 2016 | El canario                         | Carlos Bernatek           |
| 2015 | ¿Qué se sabe de Patricia Lukastic? | Manuel Soriano            |
| 2014 | Rebelión de los inútiles           | Daniel Ferreira           |
| 2013 | Bestias afuera                     | Fabián Martínez Siccardi  |
| 2012 | Sobrevivientes                     | Fernando Monacelli        |
| 2011 | Lloverá sobre nosotros             | Luis Lozano               |
| 2010 | La otra playa                      | Gustavo Nielsen           |
| 2009 | Más liviano que el aire            | Federico Jeanmaire        |
| 2008 | Perder                             | Raquel Robles             |
| 2007 | El lugar perdido                   | Norma Huidobro            |
| 2006 | Arte menor                         | Betina González           |
| 2005 | Las viudas de los jueves           | Claudia Piñeiro           |
| 2004 | El lugar del padre                 | Ángela Pradelli           |
| 2003 | Perdida en el momento              | Patricia Suárez           |
| 2002 | Las ingratas                       | María Henestrosa          |
| 2001 | Memorias del río inmóvil           | Cristina Feijóo           |
| 2000 | Se esconde tras los ojos           | Pablo Toledo              |
| 1999 | Inglaterra, una fábula             | Leopoldo Brizuela         |
| 1998 | Una noche con Sabrina Love         | Pedro Mairal              |

| Premios Clarín Espectáculos a la Figura del Año \| Año \| Artista \| Actividad \| \| ---- \| ------------------------------- \| ---------------------------------------------------------------- \| \| 2009 \| Mercedes Sosa \| Cantante \| \| 2008 \| Diego Capusotto \| Actor y humorista \| \| 2007 \| Julio Chávez \| Actor y director de teatro \| \| 2006 \| Julio Bocca \| Bailarín \| \| 2005 \| Diego Maradona \| Director técnico, ex jugador de fútbol y conductor de televisión \| \| 2004 \| Daniel Barenboim \| Director de orquesta y pianista \| \| 2003 \| Martha Argerich \| Pianista \| \| 2002 \| Daniel Barenboim \| Director de orquesta y pianista \| \| 2001 \| Mercedes Morán \| Actriz \| \| 2000 \| Ricardo Darín \| Actor \| \| 1999 \| Martha Argerich \| Pianista \| \| 1998 \| Adrián Caetano y Bruno Stagnaro \| Directores de cine \| |                                 |                                                                  |
| Año | Artista                         | Actividad                                                        |
| 2009 | Mercedes Sosa                   | Cantante                                                         |
| 2008 | Diego Capusotto                 | Actor y humorista                                                |
| 2007 | Julio Chávez                    | Actor y director de teatro                                       |
| 2006 | Julio Bocca                     | Bailarín                                                         |
| 2005 | Diego Maradona                  | Director técnico, ex jugador de fútbol y conductor de televisión |
| 2004 | Daniel Barenboim                | Director de orquesta y pianista                                  |
| 2003 | Martha Argerich                 | Pianista                                                         |
| 2002 | Daniel Barenboim                | Director de orquesta y pianista                                  |
| 2001 | Mercedes Morán                  | Actriz                                                           |
| 2000 | Ricardo Darín                   | Actor                                                            |
| 1999 | Martha Argerich                 | Pianista                                                         |
| 1998 | Adrián Caetano y Bruno Stagnaro | Directores de cine                                               |

## Críticas
Ya desde sus comienzos el premio de espectáculos fue objeto de críticas que se centraban en el hecho de que habría sido creado para competir con los Martín Fierro, considerados los premios más importantes de la radio y la televisión del país, en virtud de que el gerente de programación de Canal 13, Adrián Suar, del multimedios Clarín, estaba molesto por lo que consideraba injusticias de APTRA, la asociación que entrega los Premios Martín Fierro para con sus productos. Estos resquemores recién fueron olvidados en la ceremonia de 2010, en que Adrián Suar recibió el premio a la trayectoria, asistiendo a los premios después de una década de ausencia. Asimismo, Canal 13 fue quien se encargó de la transmisión de los Martín Fierro en 2011 y 2012.
Otras miradas más críticas se remontan a las operaciones de Clarín y sus directivos en tiempos de la dictadura militar. Se le cuestiona también ser un premio de un multimedios monopólico, que a la vez participa como juez y parte, premiando a menudo y sospechosamente más a sus productos que a los demás.
Un caso notorio es el del dramaturgo, director de teatro y guionista de cine Ricardo Monti, que en noviembre del 2010 decidió tirar a la basura el premio Clarín que había recibido en 2003, ya que el mismo no le daba orgullo:

No es para mí un honor contar en mi haber con un premio otorgado por una empresa monopólica gravemente sospechada y acusada de delitos de lesa humanidad, en plena investigación judicial por la apropiación de bienes en connivencia con la última dictadura cívico-militar mediante una maniobra conjunta que implica ni más ni menos que operaciones de prensa seguidas de secuestros, torturas y asesinatos. Una empresa cuya dueña y su principal gerente están gravemente sospechados y acusados de haber robado hijos de seres humanos secuestrados, torturados y que continúan desaparecidos. No es un honor para mí ostentar el premio de una empresa monopólica que ha desvirtuado su deber de informar, remplazando la noticia por operativos de prensa sólo destinados a la defensa de sus intereses económicos, al desconocimiento de la autoridad del Estado y a la obstaculización de la revelación de la verdad en los crímenes de lesa humanidad antes mencionados. No es para mí un honor cargar con el premio de una empresa monopólica que tiene el privilegio de crear, precisamente por su posición dominante en el campo de la comunicación audiovisual y la información en general,  un muro de impunidad y silencio, desinformación y mentira acerca de sus actividades pasadas y presentes, en concurrencia con sectores políticos y hasta judiciales, a los que no puedo sino imaginar, a algunos como socios directos y a otros como sujetos acobardados por el poder monopólico o, peor, vilmente comprados.

### Polémica por la suspensión de la edición del 2010
En el año 2010 fueron suspendidos. Según la hipótesis que desde el grupo multimedio se le dio a la prensa es que los habituales jurados no recibieron el material para preseleccionar las ternas en tiempo y en forma. Esta demora sería la que definió la suspensión del evento. Entre los hechos que causaron este problema de organización se encuentra la causa de Papel Prensa.
Sin embargo se habla de que la verdadera causa de que los premios no se hagan es porque desde el Grupo temen que una gran cantidad de artistas, entre ellos cantantes y actores, se nieguen a participar del evento ya que en reiteradas oportunidades se manifestaron en contra del manejo que Clarín realiza de la información.

## Por años
| Premios Clarín                                                                      |
| 1998 · 1999 · 2000 · 2001 · 2002 · 2003 · 2004 · 2005 · 2006 · 2007 · 2008 · 2009 · |